# Museo del Colle del Duomo
Il Museo Colle del Duomo è un museo di Viterbo, sito in piazza San Lorenzo.
Il Museo è stato fondato in occasione del Giubileo del 2000. La realizzazione è stata possibile grazie all'intervento congiunto della curia vescovile di Viterbo e della Presidenza del Consiglio della Repubblica Italiana. Per l'interessamento di mons. Lorenzo Chiarinelli, all'epoca vescovo di Viterbo, e del compianto mons. Salvatore del Ciuco, primo Direttore del Museo, sono stati restaurati e allestiti alcuni locali in disuso nei pressi della cattedrale di San Lorenzo, che sono divenuti la sede del Museo stesso. Sotto il profilo artistico l'allestimento è stato curato dal maestro Alessio Paternesi.
Il museo fa parte del "polo monumentale del Colle del Duomo di Viterbo", che gestisce le visite anche al palazzo dei Papi e agli ambienti normalmente non accessibili della cattedrale di San Lorenzo.

## Sezioni del Museo
Il museo è suddiviso in tre sezioni:
Sezione archeologica
Ospita manufatti ceramici e lapidei databili tra periodo villanoviano e medievale. La provenienza è varia, anche se buona parte di essi sono stati rinvenuti durante le opere di recupero dei locali oggi sede del museo.
Sezione storico-artistica
La collezione è stata costituita con opere provenienti dalle diverse parrocchie della diocesi di Viterbo e collocabili in un ampio arco cronologico che va dalla fine del XII secolo al XX secolo. Quasi tutte sono realizzate da autori originari di Viterbo anche se operanti in diverse regioni d'Italia ed Europa.
Sezione arte sacra
È divisa in tre tronconi: 
- paramenti sacri, dei quali si conservano principalmente quelli dei vescovi di Viterbo ma anche alcuni appartenuti a Papi (Giovanni XXI e Pio IX) ed altri;
- reliquiari, realizzati in forme e materiali diversi;
- calici, ed altri oggetti utilizzati per le funzioni religiose, realizzati in metalli preziosi tra il XV ed il XX secolo.

Nel percorso di visita è inclusa, facoltativamente, la visita guidata del palazzo dei Papi, comprensiva della Loggia delle benedizioni (detta loggia dei Papi) e dell'aula del Conclave.

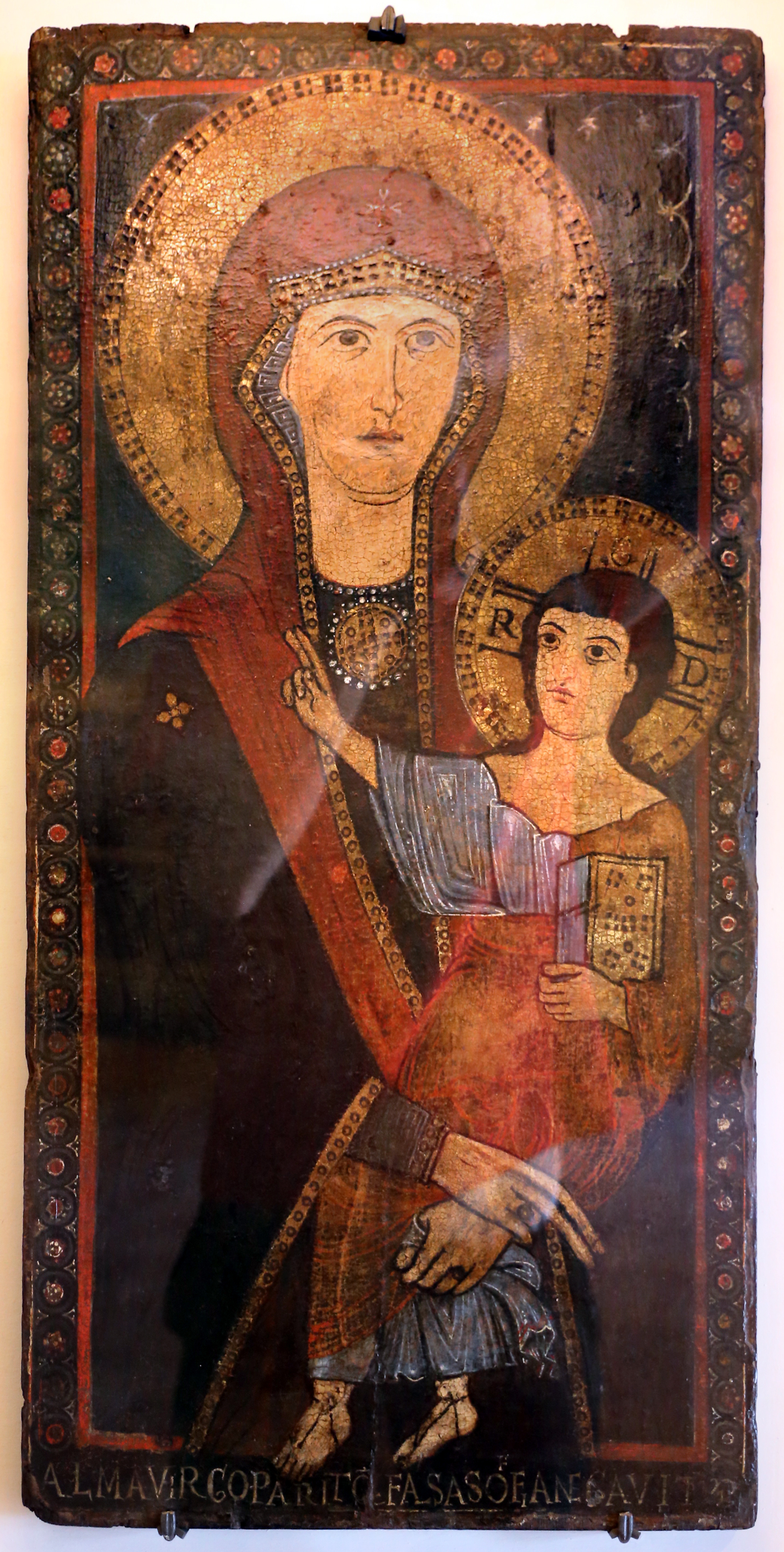
Madonna della Carbonara, 1190-1210 ca.
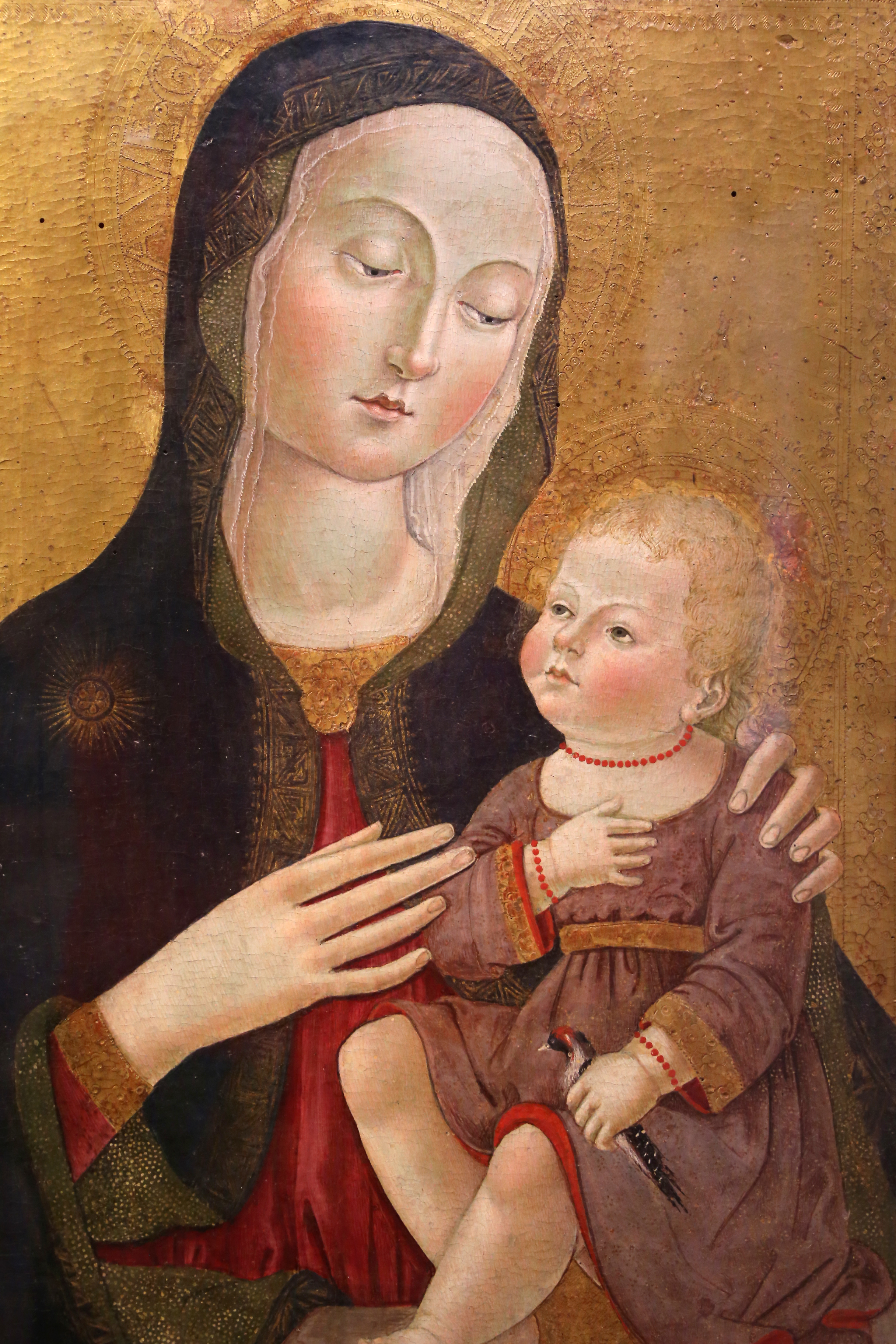
Benvenuto di Giovanni, Madonna col Bambino (dettaglio)
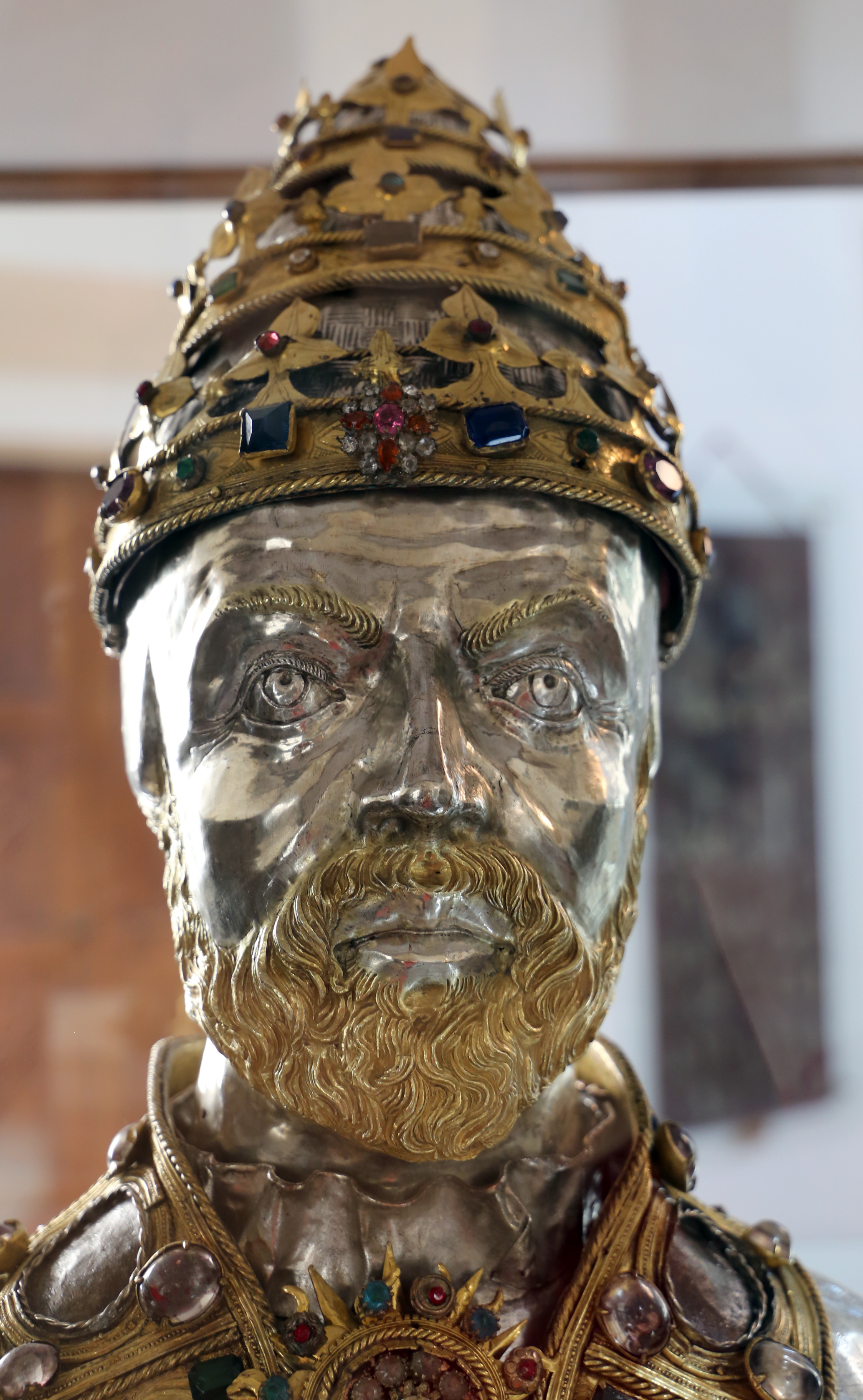
Busto di Sisto II, 1440-50 ca. (dettaglio)